# Tetropium opacum
Tetropium opacum là một loài bọ cánh cứng trong họ Cerambycidae.